# Demografie in Garbsen
Die Demografie in Garbsen prägt als zweitgrößte Stadt der Region Hannover die Region deutlich mit.

## Einwohnerentwicklung
Im Mittelalter und der frühen Neuzeit war Garbsen ein kleines Dorf mit wenigen dutzend Einwohnern. Die Bevölkerungszahl wuchs nur langsam und war während der zahlreichen Kriege, Seuchen und Hungersnöte rückläufig. Durch die Industrialisierung im 20. Jahrhundert beschleunigte sich das Bevölkerungswachstum. Lebten 1910 erst 757 Menschen in der Gemeinde, so waren es 1966 bereits 11.467. Durch die Eingemeindung von Havelse (11.732 Einwohner 1966) stieg die Bevölkerungszahl am 1. Januar 1967 auf 23.199.
Der Zusammenschluss mit zahlreichen Umlandgemeinden am 1. März 1974 brachte einen Zuwachs von 29.043 Personen auf über 56.000 Einwohner. Am 30. September 2005 betrug die „Amtliche Einwohnerzahl“ für Garbsen nach Fortschreibung des Niedersächsischen Landesamtes für Statistik 63.097 (nur Hauptwohnsitze und nach Abgleich mit den anderen Landesämtern).
Die folgende Übersicht zeigt die Einwohnerzahlen nach dem jeweiligen Gebietsstand. Bei 1730 handelt es sich um eine Schätzung, danach um Volkszählungsergebnisse (¹) oder amtliche Fortschreibungen des Statistischen Landesamtes. Die Angaben beziehen sich ab 1871 auf die „Ortsanwesende Bevölkerung“, ab 1925 auf die Wohnbevölkerung und seit 1987 auf die „Bevölkerung am Ort der Hauptwohnung“. Vor 1871 wurde die Einwohnerzahl nach uneinheitlichen Erhebungsverfahren ermittelt.
| Jahr/Datum          | Einwohner |
| ------------------- | --------- |
| 1730                | 1500      |
| 1885                | 4520      |
| 1910 (1. Dezember)  | 757 ¹     |
| 1925                | 10800     |
| 1933                | 10800     |
| 1939                | 14590     |
| 1950                | 25750     |
| 1966 (31. Dezember) | 11.4670   |
| 1967 (31. Dezember) | 24.8000   |
| 1968 (31. Dezember) | 26.1880   |
| 1970 (27. Mai)      | 26.254 ¹  |
| 1973 (1. Januar)    | 27.2940   |
| 1975 (31. Dezember) | 56.3370   |

| Datum               | Einwohner |
| ------------------- | --------- |
| 1980 (31. Dezember) | 57.522    |
| 1985 (31. Dezember) | 57.249    |
| 1987 (31. Dezember) | 58.394    |
| 1990 (31. Dezember) | 60.776    |
| 1995 (31. Dezember) | 62.681    |
| 2000 (31. Dezember) | 63.269    |
| 2005 (31. Dezember) | 63.123    |
| 2010 (31. Dezember) | 61.790    |
| 2011 (31. Dezember) | 61.652    |
| 2015 (31. Dezember) | 60.590    |
| 2016 (31. Dezember) | 60.853    |
| 2017 (31. Dezember) | 60.875    |
| 2018 (31. Dezember) | 60.754    |

¹ Volkszählungsergebnis
Quellen:
- 1966–1968; 1975–2018:[1]
- 1885; 1925–1939:[2]
- 1910:[3]
- 1950:[4]
- 1973:[5]

## Stadtteile
| Stadtteil           | Einwohner 31.12.1968 | 31.12.1993 | 30.06.2018 |
| ------------------- | -------------------- | ---------- | ---------- |
| Berenbostel         | 12.933               | 16.118     | 15.116     |
| Frielingen          | 1.709                | 2.521      | 2.653      |
| Altgarbsen          | 12.945               | 11.348     | 11.042     |
| Auf der Horst       | -                    | 8.030      | 7.442      |
| Havelse             | 13.243               | 5.682      | 5.303      |
| Garbsen-Mitte       | -                    | 2.907      | 3.886      |
| Heitlingen          | 504                  | 569        | 627        |
| Horst               | 1.433                | 2.473      | 2.492      |
| Meyenfeld           | 992                  | 1.686      | 2.276      |
| Osterwald Oberende  | 1.903                | 2.893      | 3.353      |
| Osterwald Unterende | 2.206                | 2.981      | 3.686      |
| Schloß Ricklingen   | 1.694                | 2.348      | 2.390      |
| Stelingen           | 1.236                | 2.773      | 2.859      |
| Gesamt Garbsen      | 50.798               | 62.329     | 63.125     |

## Alter und Fertilitätsrate
| Stadtteil           | Fertilitätsrate | Lebenserwartung |
| ------------------- | --------------- | --------------- |
| Berenbostel         | 1,76            | 76,5            |
| Frielingen          | 1,63            | 71,3            |
| Altgarbsen          | 1,57            | 78,7            |
| Auf der Horst       | 2,34            | 79,9            |
| Havelse             | 1,37            | 72,7            |
| Garbsen-Mitte       | 1,55            | 75,7            |
| Heitlingen          | 1,32            | 78,8            |
| Horst               | 0,99            | 81,0            |
| Meyenfeld           | 2,41            | 85,8            |
| Osterwald Oberende  | 1,46            | 77,0            |
| Osterwald Unterende | 1,17            | 78,1            |
| Schloß Ricklingen   | 1,19            | 79,8            |
| Stelingen           | 1,61            | 73,4            |
| Gesamt Garbsen      | 1,69            | 78,2            |

Garbsen hat eine leicht überdurchschnittliche Fertilitätsrate und eine unterdurchschnittliche Lebenserwartung. Anders als in anderen Teilen Deutschlands gibt es in den ländlichen Stadtteilen eine niedrigere Geburtenrate als in den städtischen Stadtteilen wie Auf der Horst oder Berenbostel.

## Konfessionen
| Konfession                 | Anteil |
| -------------------------- | ------ |
| Evangelisch - Lutheranisch | 31,8 % |
| Katholische Kirche         | 14,6 % |
| Sonstige/Konfessionslos    | 53,6 % |

Die Region Hannover ist seit der Reformation protestantisch geprägt. Muslime, die auch einen großen Anteil der Bevölkerung ausmachen, werden selten in Deutschen Statistiken genannt, da sie nicht angemeldet sind. Andere sonstige Konfessionen sind orthodoxe Kirchen, Juden, Zeugen Jehovas, Buddhisten und andere. Viele junge Menschen fühlen sich keiner Religion zugeordnet.

## Migration

### Zu und Fortzüge
Garbsen hat viele Zuzüge aus anderen deutschen Städten (überwiegend Region Hannover) sowie viele Migranten aus dem Ausland. Das liegt unter anderem an der Gottfried Wilhelm Leibniz Universität Hannover in Hannover. Allerdings hat Garbsen auch einige Fortzüge (oft nach Hannover).
Betrachtet man die Wanderungssalden aus Zu- und Fortzügen nach Ortsteilen differenziert und nach Wanderungsquellgebieten (außerhalb der Region Hannover und Garbsen) so gewinnen Auf der Horst, Meyenfeld und Schloß Ricklingen aus allen drei Bereichen unterm Strich Bevölkerung hinzu. Altgarbsen, Havelse und Berenbostel gewinnen über die Außenwanderung Bevölkerung, verlieren jedoch an die anderen Stadtteilen Einwohner. In Garbsen-Mitte, Osterwald U.E. und Stelingen fällt die Wanderungsbilanz des Jahres 2017 insgesamt negativ aus. Ein knappes Drittel (33,2 %) der Einwohner Garbsens ist erst in den letzten 10 Jahren in der Stadt heimisch geworden. 12,5 % der Bevölkerung leben länger als 50 Jahre in Garbsen.
| Quell- und Zielgebiet            | Anzahl Zuzüge gesamt | Anzahl Fortzüge gesamt | Wanderungssaldo |
| -------------------------------- | -------------------- | ---------------------- | --------------- |
| Region Hannover gesamt           | 1.725                | 1.509                  | +216            |
| darunter Hannover                | 997                  | 710                    | +287            |
| darunter Seelze                  | 170                  | 193                    | −23             |
| darunter Langenhagen             | 130                  | 91                     | +39             |
| darunter Neustadt am Rübenberge  | 89                   | 161                    | −72             |
| Sonstiges Bundesgebiet           | 1.036                | 1.058                  | −22             |
| darunter sonstiges Niedersachsen | 536                  | 551                    | −15             |
| EU-Ausland                       | 469                  | 180                    | 289             |
| darunter Polen                   | 163                  | 46                     | +77             |
| darunter Rumänien                | 55                   | 14                     | +41             |
| darunter Griechenland            | 55                   | 14                     | +41             |
| Sonstiges Europa                 | 146                  | 40                     | +106            |
| übrige Staaten                   | 152                  | 58                     | +94             |
| ohne Angaben                     | 84                   | 65                     | +19             |
| Gesamt                           | 3.612                | 2910                   | +702            |

### Ausländer
| Zeitbezung          | 30.06.2008          | 30.06.2008 | 30.06.2018          | 30.06.2018 |                     |
| Stadtteil           | ausländisch absolut | in Prozent | ausländisch absolut | in Prozent | Zu und Abnahme in % |
| Berenbostel         | 1.518               | 10,5       | 2.767               | 18,3       | 7,8                 |
| Frielingen          | 91                  | 3,4        | 183                 | 6,9        | 3,5                 |
| Altgarbsen          | 990                 | 9,0        | 1.570               | 14,2       | 5,2                 |
| Auf der Horst       | 2.122               | 31,0       | 2.865               | 38,5       | 38,5                |
| Havelse             | 326                 | 6,2        | 607                 | 11,4       | 5,2                 |
| Garbsen-Mitte       | 376                 | 8,8        | 369                 | 9,5        | 0,7                 |
| Heitlingen          | 9                   | 1,5        | 37                  | 5,9        | 4,4                 |
| Horst               | 92                  | 3,6        | 126                 | 5,1        | 1,5                 |
| Meyenfeld           | 189                 | 8,4        | 177                 | 7,8        | −0,6                |
| Osterwald Oberende  | 146                 | 4,4        | 204                 | 6,1        | 1,7                 |
| Osterwald Unterende | 137                 | 3,6        | 172                 | 4,7        | 1,1                 |
| Schloß Ricklingen   | 58                  | 2,4        | 92                  | 3,8        | 3,8                 |
| Stelingen           | 123                 | 4,4        | 339                 | 11,9       | 7,5                 |

Mitte 2018 leben Menschen aus 111 Ländern in Garbsen. 9.508 Einwohner Garbsens haben keine deutsche Staatsangehörigkeit. Der Ausländeranteil ist auf 15,1 % angestiegen. Außer in Meyenfeld ist dabei in allen Stadtteilen der Ausländeranteil gestiegen. Die Verteilung ist über das Stadtgebiet völlig unterschiedlich. Den höchsten Ausländeranteil weist Auf der Horst mit mittlerweile 38,5 % auf. Den niedrigsten Ausländeranteil verzeichnet Schloß Ricklingen mit 3,8 %.

### Migrationshintergrund
Von den nicht-deutschen Einwohnern Garbsens stellen die Personen mit türkischem Migrationshintergrund unvermindert die größte Ausländergruppe (2.416). Deren Zahl ist gegenüber 2008 rückläufig (−110). Demgegenüber hat die Bevölkerung mit polnischem (1.227, +816 gegenüber 2008) und syrischem Migrationshintergrund (730, +707) deutlich zugelegt. Eine ähnliche Veränderung hat sich in allen Städten des Speckgürtels von Hannover vollzogen. Meistens mit der Folge, dass die stark wachsenden Ausländergruppen (Polen, Syrer und Iraker) die Türken als größte Ausländergruppe abgelöst haben. Garbsen ist hingegen eine von fünf Kommunen im Umland, in denen die türkischen Staatsbürger noch die größte Ausländergruppe darstellen. Was für die Gesamtstadt zutrifft, trifft indes nicht in den Stadtteilen zu. So sind in der Zwischenzeit die Menschen mit polnischem Pass in Frielingen, Havelse und Schloß Ricklingen die größte Ausländergruppe, die Syrer in Stelingen.
Für weitere 21,0 % von Garbsens Einwohnerschaft lässt sich zudem auf Grund von Geburtsort, Zuzugsland, weiteren oder früheren Staatsangehörigkeiten beziehungsweise entsprechenden Merkmalen bei den Eltern ein Migrationshintergrund ableiten. Mit einem Gesamtanteil von 36,1 % weist Garbsens Bevölkerung den zweithöchsten Anteil von Personen mit Migrationshintergrund in der Region Hannover auf, nur in Laatzen (38,2 %) liegt er gegenwärtig höher.
| Zuwanderhintergrund                                              | Nicht deutsch | deutsch - Einbürgerung | Aussiedler | Gesamt | Muttersprache                                    | Religion                  |
| ---------------------------------------------------------------- | ------------- | ---------------------- | ---------- | ------ | ------------------------------------------------ | ------------------------- |
| Türkei                                                           | 2.416         | 2.743                  | -          | 5.159  | Türkisch, Kurdisch                               | Islam                     |
| Polen                                                            | 1.227         | 1.174                  | 2.361      | 4.762  | Polnisch, Deutsch (Aussiedler)                   | Katholisch                |
| Griechenland, Italien, Portugal, Spanien                         | 1.009         | 564                    | -          | 1.573  | Griechisch, Italienisch, Portugiesisch, Spanisch | Katholisch                |
| Russland                                                         | 243           | 678                    | 507        | 1.428  | Russisch                                         | Rus. Orthodox             |
| Balkan (Albanien, ehem. Jugoslawien ohne Kroatien und Slowenien) | 670           | 630                    | -          | 1.300  | Serbokroatisch, Albanisch                        | Orthodox oder Islam       |
| Rumänien                                                         | 406           | 119                    | 82         | 607    | Rumänisch, Romani                                | Rum. Orthodox             |
| Bulgarien                                                        | 236           | 29                     | 11         | 276    | Bulgarisch, Romani                               | Bulg. Orthodox            |
| EU sonstige                                                      | 535           | 488                    | 57         | 1.080  | Diverse                                          | meist christlich          |
| Syrien                                                           | 730           | 98                     | -          | 828    | Arabisch                                         | Islam                     |
| Irak                                                             | 652           | 175                    | -          | 827    | Arabisch, Kurdisch                               | Islam                     |
| Algerien, Marokko, Tunesien                                      | 82            | 151                    | -          | 233    | Arabisch                                         | Islam                     |
| Libanon                                                          | 66            | 144                    | -          | 210    | Arabisch, Kurdisch                               | Islam oder Christentum    |
| Afghanistan                                                      | 93            | 77                     | -          | 170    | Persisch                                         | Islam                     |
| Iran                                                             | 56            | 67                     | -          | 123    | Persisch                                         | Islam oder konfessionslos |
| Sonstige                                                         | 974           | 1.721                  | 749        | 3.444  | Diverse                                          | Diverse                   |
| ungeklärt, staatenlos oder ohne Angabe                           | 14            | 603                    | 24         | 641    | Diverse                                          | Diverse                   |
| Gesamt                                                           | 9.508         | 9.480                  | 3.807      | 22.795 | Diverse                                          | Diverse                   |

#### Migrationshintergrund nach Stadtteilen
| Stadtteil           | Anteil Migrationshintergrund |
| ------------------- | ---------------------------- |
| Berenbostel         | 40,1                         |
| Frielingen          | 20,2                         |
| Altgarbsen          | 34,7                         |
| Auf der Horst       | 76,1                         |
| Havelse             | 29,3                         |
| Garbsen-Mitte       | 36,3                         |
| Heitlingen          | 19,9                         |
| Horst               | 19,4                         |
| Meyenfeld           | 29,1                         |
| Osterwald Oberende  | 19,9                         |
| Osterwald Unterende | 19,8                         |
| Schloß Ricklingen   | 14,8                         |
| Stelingen           | 25,0                         |
| Gesamt Garbsen      | 36,1                         |